# کوزه‌کبری کالیفرنیا
کوزه‌کبری کالیفرنیا (نام علمی: Darlingtonia californica) نام یک گونه از خانواده شیپوری‌کوزگان است.